# Edifício Joseph Gire
O Edifício Joseph Gire, mais conhecido como A Noite, é um arranha-céu localizado na praça Mauá, no centro do Rio de Janeiro, no Brasil. Construído nos finais da década de 1920, é considerado um marco arquitetônico do país, sendo, na época de sua inauguração, o maior arranha-céu da América Latina e "o mais alto edifício do mundo construído em concreto armado".

## História

### Construção e o jornal "A Noite"
O edifício foi levantado numa das extremidades da avenida Central (hoje avenida Rio Branco), na praça Mauá, próximo ao Porto do Rio de Janeiro. O local havia sido ocupado anteriormente pelo Liceu Literário Português, que se mudou para o Largo da Carioca, onde ainda se encontra.
Os responsáveis pelo projeto arquitetônico foram o arquiteto francês Joseph Gire (também responsável pelo hotel Copacabana Palace, entre outros) e o arquiteto brasileiro Elisário Bahiana. Os cálculos estruturais foram realizados pelo engenheiro Emílio Henrique Baumgart, mais tarde responsável pelo Ministério da Educação e Saúde.
Foi construído, entre 1927 e 1929, utilizando a nova tecnologia do concreto armado, dando grande impulso à engenharia praticada no Brasil de então. Com 22 andares e uma altura aproximada de 102 metros, foi o mais alto da América Latina na década de 1930 até ser ultrapassado pelo edifício Martinelli, inaugurado, em 1934. Tanto as fachadas como as áreas internas comuns revelam influências do estilo Art déco, ainda que o interior tenha sido descaracterizado por reformas modernas.
O edifício foi inicialmente sede do jornal vespertino A Noite. Servia também de mirante que oferecia uma vista privilegiada da cidade e da Baía de Guanabara.

### Rádio Nacional
A partir de 12 de setembro de 1936, já sem o jornal, sediou a Rádio Nacional, de grande popularidade graças aos programas de auditório e novelas de rádio. Pelo auditório da rádio passaram grandes cantores como Sílvio Caldas, Francisco Alves e Orlando Silva, além do arranjador Radamés Gnattali.
Foi durante o segundo governo de Getúlio Vargas, já no Estado Novo, em 1940, que o prédio se tornou um bem do Governo federal. A Rádio Nacional se tornou a emissora da Empresa Brasil de Comunicação (EBC), que funcionou no edifício até 2012, sendo transferida para a Lapa e deixando o local, no mesmo ano do INPI.

### Outros usos
Foi utilizado como sede do Instituto Nacional da Propriedade Industrial (INPI), que deixou o local, em 2012. Hoje, no entanto, o INPI se encontra alocado em dois outros prédios próximos.
Foi também sede de empresas, como a companhia aérea estadunidense Pan American World Airways (Pan Am) e a neerlandesa Royal Philips Electronics (Philips) e restaurantes, um deles no terraço.
Com o tempo, a zona circundante e o próprio edifício entraram em decadência, mas haviam planos para um restauro, que não se concretizaram.

### Importância
Além da relevância cultural, por ter abrigado a Rádio Nacional no auge da Era do Rádio, o edifício foi um marco arquitetônico e urbanístico. Em termos formais, o edifício aproximava-se dos modelos de arranha-céus norte-americanos como os que compunham a paisagem de Chicago, muito longe dos modelos europeus até então favorecidos no Brasil. Na zona da praça Mauá, o edifício era tão alto que uma composição urbanística harmônica com os edifícios circundantes era impossível. A partir da sua construção, começou o processo de verticalização da cidade, que continuou durante décadas.

### Tentativas de venda pelo Governo

#### Leilão
2021

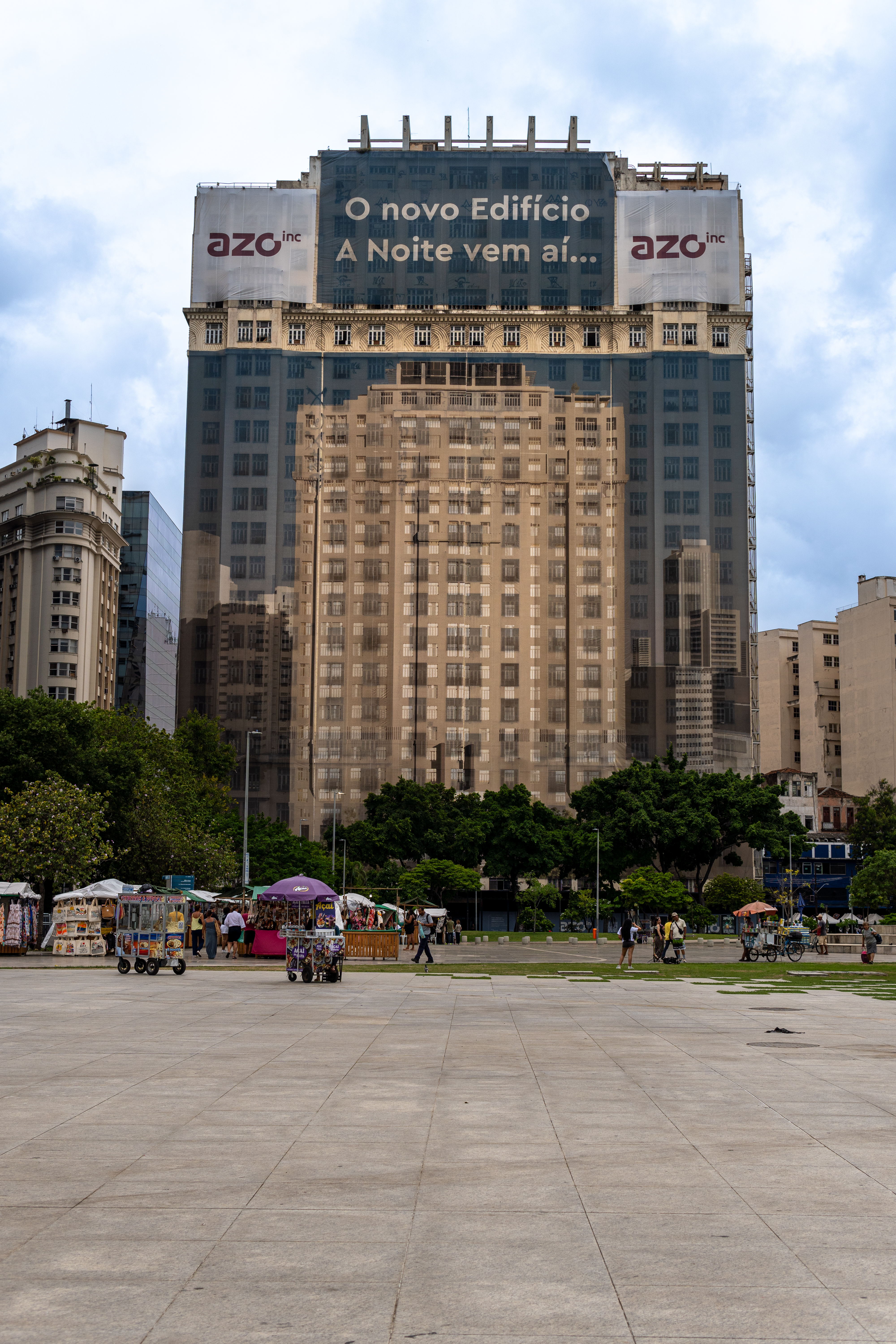
Vista do Edifício Joseph Gire a partir da Praça Mauá, com o anúncio de suas obras na fachada.

O primeiro leilão eletrônico do edifício foi anunciado, pelo Governo federal, para 30 de abril de 2021, com avaliação inicial de 98 milhões de reais, mas não obteve nenhum interessado em adquirir o imóvel. Por conta disso, um novo leilão foi marcado para 7 de junho do mesmo ano, com redução de 25 por cento no preço inicial, ou seja, pelo valor aproximado de 73,5 milhões de reais. Novamente, sem nenhum interessado.
2022
Em 14 de julho de 2022, a Secretaria de Coordenação e Governança do Patrimônio da União (SPU) — órgão do Ministério da Economia, responsável pelo patrimônio da União — anunciou que não foram apresentadas propostas para a compra do edifício, em novo leilão eletrônico, mesmo com o valor mínimo de 38,5 milhões de reais, ou seja, cerca de 60,71 por cento inferior ao valor inicial (R$ 98 milhões). Mesmo com um laudo independente contratado pela empresa CBR 130 Empreendimentos Imobiliários (ligado a incorporadora e construtora Cyrela), o valor definido pelo Governo ficou acima das estimativas que era de 23,3 milhões de reais.
Em 22 de agosto, o Governo fez uma nova tentativa de leilão eletrônico. Dois interessados chegaram a fazer propostas, mas não entregaram o comprovante do recolhimento da caução — cerca de cinco por cento do valor mínimo estipulado em edital — e, então foram inabilitados. Assim, mais uma vez, o Governo não obteve sucesso na venda.

#### Venda direta
Em 22 de setembro, o Governo fará uma nova tentativa de venda do edifício. A oferta de 28,9 milhões de reais, diferente das demais, será feita através de venda direta, sem disputa em leilão, cabendo a compra aquele que fizer a primeira oferta válida, com o valor estipulado. Esta modalidade de venda só é permitida neste casos, onde a concorrência não obtém sucesso. O valor ainda está acima da avaliação feita em laudo independente — 23,3 milhões de reais — mas bem abaixo do valor inicial de 98 milhões de reais — de abril de 2021.
| “ | Não entendi por que o governo insiste com valores mais altos do que a avaliação da Cyrela. Pois se o imóvel de fato valer mais, haverá disputa para cima. Lembrando que a avaliação proposta pela Cyrela é de 2021 e depois disso os juros subiram e também os custos de obra, encarecendo ainda mais os projetos de reforma e prejudicando o mercado de lançamentos. | ” |
| — Cláudio André de Castro, presidente de uma das mais tradicionais empresas do mercado imobiliário carioca, a Sérgio Castro Imóveis, | |   |

Em 25 de julho, foi anunciada a venda do edifício para um investidor privado. O comprador transformará o prédio em um residencial com 447 unidades e, ainda, três lojas no térreo. Foram analisadas quatro propostas e o escolhido foi o grupo QOPP Incorporadora, que ofereceu 36 milhões de reais, além de 50 por cento do potencial adicional gerado pelas regras do "Reviver Centro" — plano de recuperação urbanística, cultural, social e econômica da região central do Rio de Janeiro – estimado em mais de 24 milhões de reais.
O projeto prevê ainda acesso público ao terraço, em um futuro restaurante com vista para a praça Mauá, e um centro cultural da Rádio Nacional. As obras têm previsão de início no segundo semestre de 2024.